# 정용준 (야구 선수)
정용준(1995년 6월 21일 ~ )은 전 KBO 리그 넥센 히어로즈의 투수다.

## 넥센 히어로즈시절
2015년에 입단하였고, 팀 내에서 안경을 쓰고 투구하는 몇 안 되는 투수 중 한 명이었다.
2016년 6월 15일 롯데 자이언츠와의 경기에서 박주현이 많은 이닝을 소화하지 못하고 강판되어 이 날 세 번째 투수로서 1군 첫 등판 기회를 얻게 되었고, 이 날 1.2이닝 동안 2실점(1자책)을 기록하였다.

## 출신 학교
- 율하초등학교
- 경상중학교
- 대구상원고등학교